# Caroline Kraabel

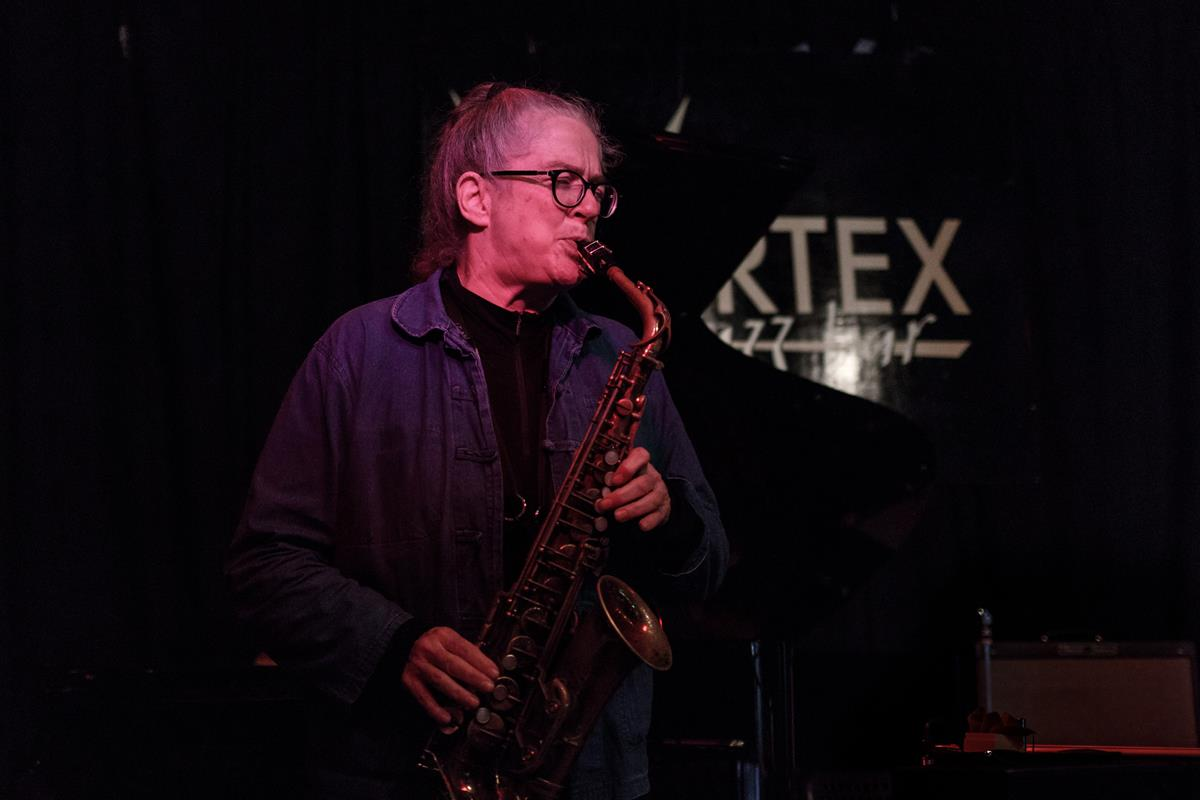
Caroline Kraabel

Caroline Kraabel (* 1961 in San Francisco, Kalifornien) ist eine amerikanische Improvisationsmusikerin (Altsaxophon, Baritonsaxophon, Stimme) und Komponistin. Sie hat ihre Spieltechniken dadurch erweitert, dass sie extrem rasch zwischen Stimme und Saxophonspiel hin und her wechselt.

## Leben und Wirken
Kraabel wuchs in Seattle auf und zog 1979 nach London. 1989 gründete sie die Postpunk-Band The Honkies, die Theater und freie Musik integrierte. In der Folge trat sie mit Musikern wie Evan Parker, Maggie Nicols oder Veryan Weston auf. Mit ihrer Soloperformance Now We Are Two tourte sie ab 1997 durch Europa und Nordamerika. Sie spielt im Duo mit John Edwards (The Shock Exchange), in der Band X Ray Eyes sowie im großformatigen Saxophonensemble Mass Producers.
Ihre Kompositionen führte sie mit dem von ihr geleiteten London Improvisers Orchestra (LIO) und 2011 in Graz mit einem großen Improvisationsensemble beim V:NM-Festival auf. Das LIO trifft sich regelmäßig möglichst einmal im Monat.
Kraabel hat auch für Theater komponiert. Sie hatte eine Radiosendung auf Resonance FM, bei der sie mit ihren Kindern und dem Saxophon durch London wanderte, und ist eine der Herausgeberinnen des Musikmagazins Resonance.
Kraabel ist auch als Übersetzerin tätig.

## Diskographische Hinweise
- The Honkies Who Eats (1993)
- Now We Are One Two (1995–1997)
- Kraabel/Hug/Nicols Transitions (2001, mit Charlotte Hug und Maggie Nicols)
- Veryan Weston/Caroline Kraabel: Five Shadows (Emanem 2001)[7]
- Caroline Kraabel / Charles Hayward Where We Were (2004)
- Mass Producers Performances for Large Saxophone Ensemble 1 and 2 (2002)[8]
- Giving Out/In the Garden City (2009, mit Susan Alcorn bzw. Annie Lewandowski)
- Caroline Kraabel, Neil Metcalfe March (Crosshatch 2018)
- Charlotte Keeffe: Right Here, Right Now (2021)
- The Remote Viewers: This Strange Place (2023)